# Crambione bartschi
Crambione bartschi is een schijfkwal uit de familie Catostylidae. De kwal komt uit het geslacht Crambione. Crambione bartschi werd in 1910 voor het eerst wetenschappelijk beschreven door Mayer. 